# Aliment de pobre

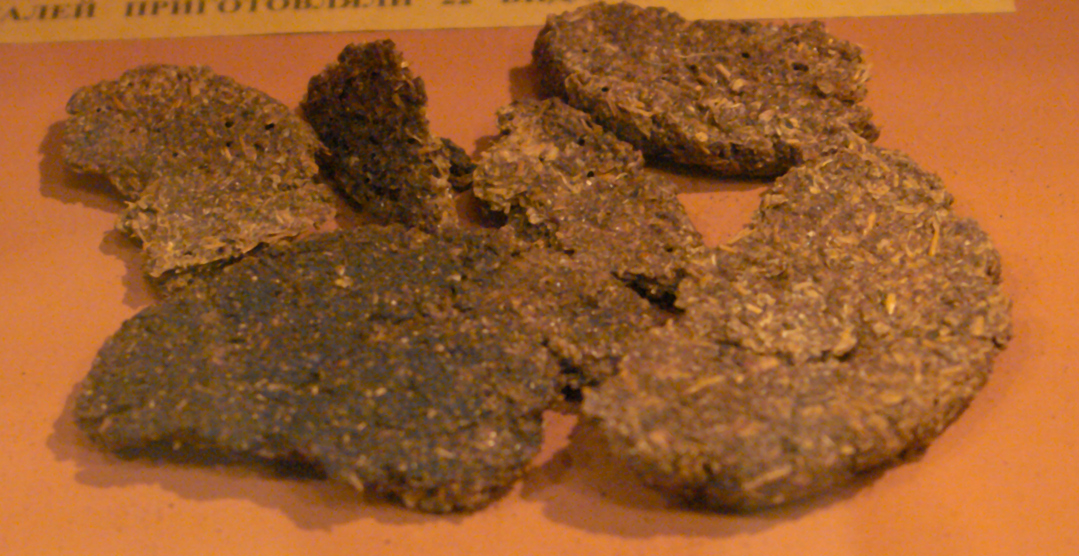
Pans fets de blets, segó i oli lubricant, que es van fer servir durant el setge de Leningrad

Un aliment de pobresa o aliment de fam és un aliment barat o del qual es pot disposar ràpidament per a nodrir les persones en èpoques de pobresa extrema o de fam causada per la guerra o no.
La caracterització d'un aliment com «de fam» o «de pobresa» és principalment social. Així els llamàntols o altres crustacis són considerats com aliments de pobresa en algunes societats i aliments de luxe en d'altres i aquestes distincions poden canviar al llarg del temps.

## Exemples
Hi ha un gran nombre d'aliments fortaments associats amb èpoques de fam:
- Brosimum alicastrum o la «nou dels maies» es va cultivar a gran escala en època Maia, però en la moderna Amèrica Central ha passat a ser considerat un aliment de fam.
- La rutabaga es va àmpliament considerar a Europa com el darrer recurs per alimentar-se durant la Segona Guerra Mundial, i a Alemanya continua sent particularment impopular.
- A la Polinèsia, les plantes del gènere Xanthosoma, eren considerades com aliment de fam però només es consumia si fallava el conreu del taro.
- El fruit del noni, fa pudor i és amargant i per tant, ha quedat relegat a aliment de fam.
- El meló nara del sud d'Àfrica de vegades es menja com a darrer recurs.
- Diverses espècies de l'alga comestible kelp, incloent la dulse i la «molsa irlandesa» (Chondrus crispus), es van menjar en zones costaneres durant la Gran Fam Irlandesa de 1846-1848.
- El bulbs de Calochortus nuttallii eren menjats pels pioners mormons si fallaven els seus cultius.
- Els bulbs de Tulipai la remolatxa sucrera eren menjats en les parts ocupades pels nazis als Països Baixos durant la Gran Fam Neerlandesa de l'any 1944
- El pa d'escorça (en finès: Pettuleipä, que literalment significa 'pa de pi') és un pa fet mesclant farina de sègol i pettu, del cambium i floema del pi roig. El resultat és un pa nutritiu però dur com una pedra i gens gustós.
- A l'estat de Maine i la costa atlàntica del Canadà, els peixos i les cloïsses i llamàntols eren considerats aliment de fam.[1]
- L'escriptor Jared Diamond manté que el fet d'haver considerat el peix, marisc i la carn de balena com aliment de fam va contribuir al col·lapsament de la Grenlàndia dels nòrdics.
- A Rússia i altres llocs de la Unió Soviètica durant les grans secades la població es va veure forçada a menjar ortigues, Atriplex, i altres tipus de plantes silvestres incorporades en pans i sopes.[2]
- La carn enllaunada (de la marca Spam) es va menjar molt al Regne Unit en temps de guerra.
- A diverses regions italianes durant la Segona Guerra Mundial, en temps de fam, es van menjar els gats.[3]
- Durant el Setge de París (1870-1871) en els cafès de la capital s'oferian en el menú gats i també gossos,rates, cavalls, ases, camells i fins i tot elefants (del zoo)
- Durant l'ocupació japonesa de Malaia, en mancar l'arròs, la població local va haver d'alimentar-se d'arrels tuberoses dures de mandioca, boniato, i nyam.
- El dent de lleó té un gust amargant però és possible menjar-lo com últim recurs i Primo Levi ja ho esmenta. Malcolm X també va descriure, en la seva autobiografia, que la seva mare havia de cuinar sovint dents de lleó.
- la llavor de la guixera és comestible però consumida en excés provoca la malaltia del latirisme, tal com apareix en un quadre de Goya.
- Els brots d'ortiga són comestibles i Tadeusz Borowski va escriure que la sopa d'ortigues era un dels aliments més odiats a Auschwitz.
- Històricament a les illes Maldives es consumien les fulles de l'arbre Heliotropium foertherianum (Arbust pop) i les de Scaevola taccada (Col de platja) com aliment de fam.[4]